# Anthanassa dubia
Anthanassa dubia är en fjärilsart som beskrevs av Hall 1928. Anthanassa dubia ingår i släktet Anthanassa och familjen praktfjärilar. Inga underarter finns listade i Catalogue of Life.